# سرعت هوایی حقیقی

یک نمایشگر سرعت هوایی حقیقی آنالوگ برای یک هواپیما. خلبان ارتفاع فشار و دما را در پنجره بالا با استفاده از پیچ تنظیم می‌کند؛ عقربه سرعت هوایی حقیقی را در پنجره پایین سمت چپ نشان می‌دهد. در اینجا سرعت هم در گره (kn) و هم در مایل بر ساعت (mph) نمایش داده شده است.

سرعت هوایی حقیقی (انگلیسی: True airspeed) (یا به‌اختصار TAS) و همچنین KTAS (گره‌های سرعت هوایی حقیقی) سرعت هواگرد نسبت به توده هوایی است که در آن پرواز می‌کند. به تعریف دیگر، سرعت هوایی حقیقی، سرعت هوایی‌ای است که اختلاف چگالی هوای محیط و چگالی واسنجی در آن تصحیح شده است.
سرعت هوایی حقیقی اطلاعات مهمی برای ناوبری دقیق هواپیما است. این سرعت به‌طور سنتی با استفاده از یک نمایشگر سرعت هوای آنالوگ اندازه‌گیری می‌شود، اما از زمانی که سامانه موقعیت‌یاب جهانی برای استفاده عمومی در دسترس قرار گرفت، اهمیت این ابزارهای اندازه‌گیری هوایی کاهش یافته است. از آنجا که سرعت نشان‌داده‌شده (در مقابل سرعت حقیقی) شاخص بهتری برای نشان دادن حاشیه‌ای بالاتر از واماندگی است، سرعت هوایی حقیقی برای کنترل هواپیما استفاده نمی‌شود؛ در این موارد از سرعت هوایی نشان‌داده‌شده (IAS یا KIAS) استفاده می‌شود. با این حال، از آنجا که سرعت نشان‌داده‌شده فقط در فشار و دمای استاندارد سطح دریا، سرعت حقیقی در هوا را نشان می‌دهد، یک دستگاه TAS برای ناوبری در ارتفاع‌های کروز در هوای با چگالی کمتر ضروری است. نمایشگر IAS در ارتفاع پایین و سرعت کمتر تقریباً همان TAS را نشان می‌دهد. در جت‌های مسافربری، نمایشگر TAS معمولاً در سرعت‌های کمتر از ۲۰۰ گره (۳۷۰ کیلومتر بر ساعت) مخفی است. هیچ‌کدام از این نمایشگرها سرعت زمینی دقیق را ارائه نمی‌دهند، زیرا تأثیر باد سطحی یا بادهای بالاتر در نظر گرفته نمی‌شود.

## عملکرد
TAS سرعت مناسب برای استفاده در محاسبه برد یک هواپیما است. این سرعت معمولاً در برنامه پرواز ذکر می‌شود و همچنین در برنامه‌ریزی پرواز، قبل از در نظر گرفتن تأثیر باد، استفاده می‌شود.

## خطاهای حسگر سرعت هوایی
نمایشگر سرعت هوا (ASI)، که با استفاده از هوای تحت فشار در یک لوله پیتوت و هوای ساکن در یک درگاه استاتیک بارومتریک کار می‌کند، آنچه به‌عنوان سرعت هوایی نشان‌داده‌شده (IAS) شناخته می‌شود را نشان می‌دهد. فشار تفاضلی به چگالی هوا وابسته است. نسبت بین این دو اندازه‌گیری وابسته به دما و فشار است و از قانون گاز آرمانی پیروی می‌کند.
در سطح دریا و در جو استاندارد بین‌المللی (ISA) و در سرعت‌های پایین که فشردگی هوا ناچیز است (یعنی با فرض چگالی هوا ثابت)، IAS با TAS برابر است. هنگامی که چگالی یا دمای هوا در اطراف هواپیما از شرایط استاندارد سطح دریا متفاوت باشد، IAS دیگر با TAS مطابقت نخواهد داشت و به همین دلیل دیگر عملکرد واقعی هواپیما را منعکس نمی‌کند. نمایشگر ASI مقدار کمتری نسبت به TAS نشان می‌دهد، زمانی که چگالی هوا به دلیل تغییر در ارتفاع یا دمای هوا کاهش یابد. به همین دلیل، TAS نمی‌تواند به‌طور مستقیم اندازه‌گیری شود. در پرواز، TAS می‌تواند با استفاده از یک E6B یا معادل آن محاسبه شود.
برای سرعت‌های پایین، داده‌های موردنیاز شامل دمای هوای استاتیک، ارتفاع فشار و IAS (یا CAS برای دقت بیشتر) است. در سرعت‌های بالاتر از ۱۰۰ گره (۱۹۰ کیلومتر بر ساعت)، خطای فشردگی به‌طور قابل‌توجهی افزایش می‌یابد و TAS باید از طریق سرعت ماخ محاسبه شود. ماخ شامل داده‌های فوق، از جمله ضریب فشردگی است. ابزارهای مدرن هواپیما از یک کامپیوتر داده هوایی برای انجام این محاسبات به‌صورت لحظه‌ای استفاده می‌کنند و TAS را به‌طور مستقیم روی سامانه ابزار پرواز الکترونیکی نمایش می‌دهند.
از آنجا که تغییرات دما تأثیر کمتری دارند، خطای ASI را می‌توان به‌طور تقریبی به‌صورت ۲٪ کمتر از TAS به ازای هر ۱٬۰۰۰ فوت (۳۰۰ متر) ارتفاع بالاتر از سطح دریا تخمین زد. برای مثال، یک هواپیما که در ارتفاع ۱۵٬۰۰۰ فوت (۴٬۶۰۰ متر) در جو استاندارد بین‌المللی با سرعت IAS برابر با ۱۰۰ گره (۱۹۰ کیلومتر بر ساعت) پرواز می‌کند، در واقع با سرعت TAS برابر با ۱۲۶ گره (۲۳۳ کیلومتر بر ساعت) پرواز می‌کند.

## استفاده در محاسبات ناوبری
برای حفظ یک مسیر زمینی مشخص در حین پرواز در یک توده هوایی متحرک، خلبان باید از سرعت باد، جهت باد و سرعت هوایی حقیقی اطلاع داشته باشد تا مسیر موردنظر را تعیین کند. همچنین به مثلث باد مراجعه کنید.

## محاسبه سرعت حقیقی

### پرواز با سرعت پایین
در سرعت‌ها و ارتفاعات پایین، IAS و CAS به سرعت هوایی معادل (EAS) نزدیک هستند.
{\displaystyle \rho _{0}(EAS)^{2}=\rho (TAS)^{2}}
TAS می‌تواند به‌عنوان تابعی از EAS و چگالی هوا محاسبه شود:
{\displaystyle \mathrm {TAS} ={\frac {\mathrm {EAS} }{\sqrt {\frac {\rho }{\rho _{0}}}}}}
که در آن:
{\displaystyle \mathrm {TAS} } سرعت هوایی حقیقی است،
{\displaystyle \mathrm {EAS} } سرعت هوایی معادل است،
{\displaystyle \rho _{0}} چگالی هوا در سطح دریا در جو استاندارد بین‌المللی (۱۵ °C و ۱۰۱۳٫۲۵ هکتوپاسکال، که برابر با چگالی ۱٫۲۲۵ kg/m3 است) است،
{\displaystyle \rho } چگالی هوایی است که هواپیما در آن پرواز می‌کند.

### پرواز با سرعت بالا
سرعت هوایی حقیقی (TAS) را می‌توان به‌عنوان تابعی از عدد ماخ و دمای هوای استاتیک محاسبه کرد:
{\displaystyle \mathrm {TAS} ={a_{0}}M{\sqrt {T \over T_{0}}},}
که در آن:
{\displaystyle {a_{0}}} سرعت صوت در سطح دریا در شرایط استاندارد است (۶۶۱٫۴۷ گره (۱٬۲۲۵٫۰۴ کیلومتر بر ساعت؛ ۳۴۰٫۲۹ متر بر ثانیه)),
{\displaystyle M} عدد ماخ است،
{\displaystyle T} دمای هوای استاتیک به کلوین،
{\displaystyle T_{0}} دما در سطح دریا در شرایط استاندارد (288.15 K).
برای محاسبات دستی TAS به گره، وقتی عدد ماخ و دمای هوای استاتیک مشخص باشد، این عبارت ساده‌تر می‌شود به:
{\displaystyle \mathrm {TAS} =39M{\sqrt {T}}.}
(به یاد داشته باشید که دما باید به کلوین باشد).
با ترکیب این رابطه با عبارت عدد ماخ، یک فرمول برای TAS به‌عنوان تابعی از فشار ضربه، فشار استاتیک و دمای هوای استاتیک به‌دست می‌آید (برای جریان‌های زیرصوتی معتبر):
{\displaystyle \mathrm {TAS} =a_{0}{\sqrt {{\frac {5T}{T_{0}}}\left[\left({\frac {q_{c}}{P}}+1\right)^{\frac {2}{7}}-1\right]}},}
که در آن:
{\displaystyle q_{c}} فشار ضربه است،
{\displaystyle P} فشار استاتیک است.
سامانه ابزار پرواز الکترونیکی (EFIS) شامل یک رایانه داده‌های هوایی است که ورودی‌هایی از فشار ضربه، فشار استاتیک و دمای کل هوا دریافت می‌کند. برای محاسبه TAS، رایانه داده‌های هوایی باید دمای کل هوا را به دمای استاتیک تبدیل کند. این تبدیل نیز تابعی از عدد ماخ است:
{\displaystyle T={\frac {T_{\text{t}}}{1+0.2M^{2}}},}
که در آن:
{\displaystyle T_{\text{t}}} دمای کل هوا است.
در هواپیماهای ساده، که رایانه داده‌های هوایی یا ماخمتر ندارند، TAS می‌تواند به‌عنوان تابعی از سرعت هوایی کالیبره‌شده و چگالی هوای محلی (یا دمای هوای استاتیک و ارتفاع فشار که چگالی را تعیین می‌کنند) محاسبه شود. برخی از نمایشگرهای سرعت هوایی سازوکاری مشابه خط‌کش محاسبه دارند تا این محاسبات را انجام دهند. در غیر این صورت، این محاسبات را می‌توان با استفاده از این اپلت یا دستگاهی مانند E6B (یک خط‌کش محاسبه دایره‌ای دستی) انجام داد.